# Antonio Culebras Souto
Antonio Culebras Souto (Santiago de Compostela, 26 de octubre de 1907 - Becerreá 14 de agosto de 1954) fue un médico internista español, republicano e hijo del catedrático de parasitología en la licenciatura de veterinaria (Santiago de Compostela y posteriormente en Madrid), intelectual y galleguista, Jesús Culebras Rodríguez. 

## Formación
Inicio los estudios de medicina en la Universidad de Santiago de Compostela, finalizándolos en la Universidad de San Carlos de Madrid. Alumno interno de la Cátedra de Roberto Novoa Santos. Becado por la Junta para la Ampliación de Estudios (JAE) para colaborar como profesor invitado de la cátedra de hematología dirigida por el Prof. Müller en la Universidad de Leipzig, Alemania, de donde hubo de regresar precipitadamente a Madrid, tras el inicio de la Guerra Civil.
Médico Interno de Patología General desde marzo de 1931 (Prof. Azcárraga) y Ayudante de Clases Prácticas durante el curso 1933/34. Médico Interno en febrero de 1935, prorrogado por un año el 14 de marzo de 1936. Figura como cesado el 28 de marzo de 1939 al ser señalado por Enrique García Ortiz como persona identificada con el Frente Popular, y en consecuencia separado como docente.

## Actividad profesional

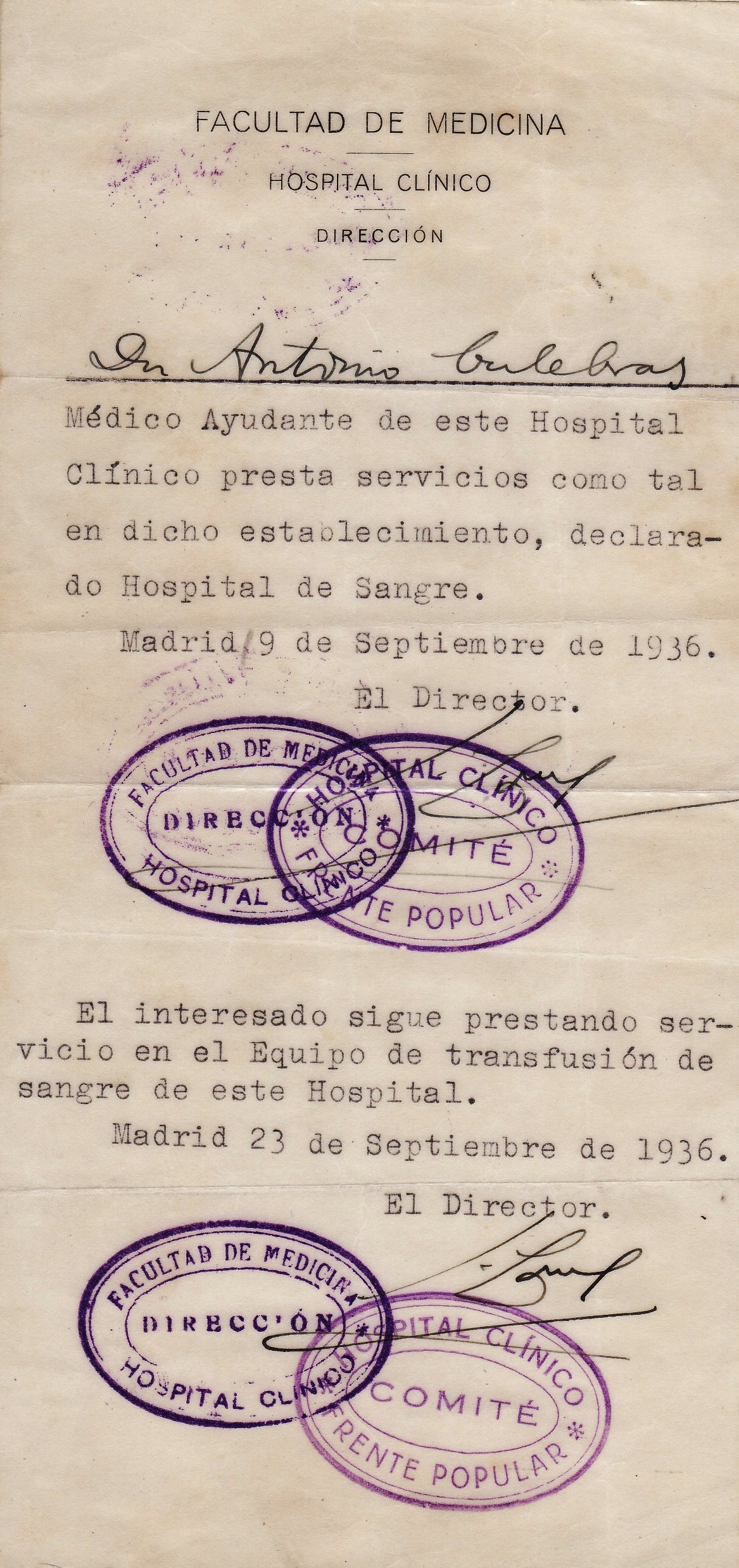
Figura 1

Por su formación académica y por las necesidades de la guerra, es destinado en septiembre de 1936 al Hospital Clínico de Madrid, denominado a partir de esas fechas, Hospital de Sangre intuyendo ya su función primordial de proporcionar todas las terapias relacionadas con el fluido vital para tratar a los heridos que se presuponía llegarían en aluvión desde el frente próximo.
El Instituto hispano-canadiense de transfusión, en el número 36 de la calle del Príncipe de Vergara de Madrid, fue uno de los primeros bancos de sangre creados en España y también en el mundo. Allí, en colaboración con Edward Barski de la Brigada Lincoln norteamericana y Norman Bethune del Batallón Papineau de Canadá desarrollaron e instauraron las unidades de Transfusión de Sangre en el frente de Madrid y en el que el Dr. Culebras, junto a resto del equipo sanitario, prestaron un extraordinario servicio; ver figura 1 donde se muestra la certificación de prestación de servicios en el Hospital de Sangre, 1936. Posteriormente, Antonio Culebras se trasladó a Linares (Jaén) donde ejerció de Comandante Jefe de Transfusión de Sangre de los Ejércitos de Extremadura y Andalucía hasta el final de la guerra.

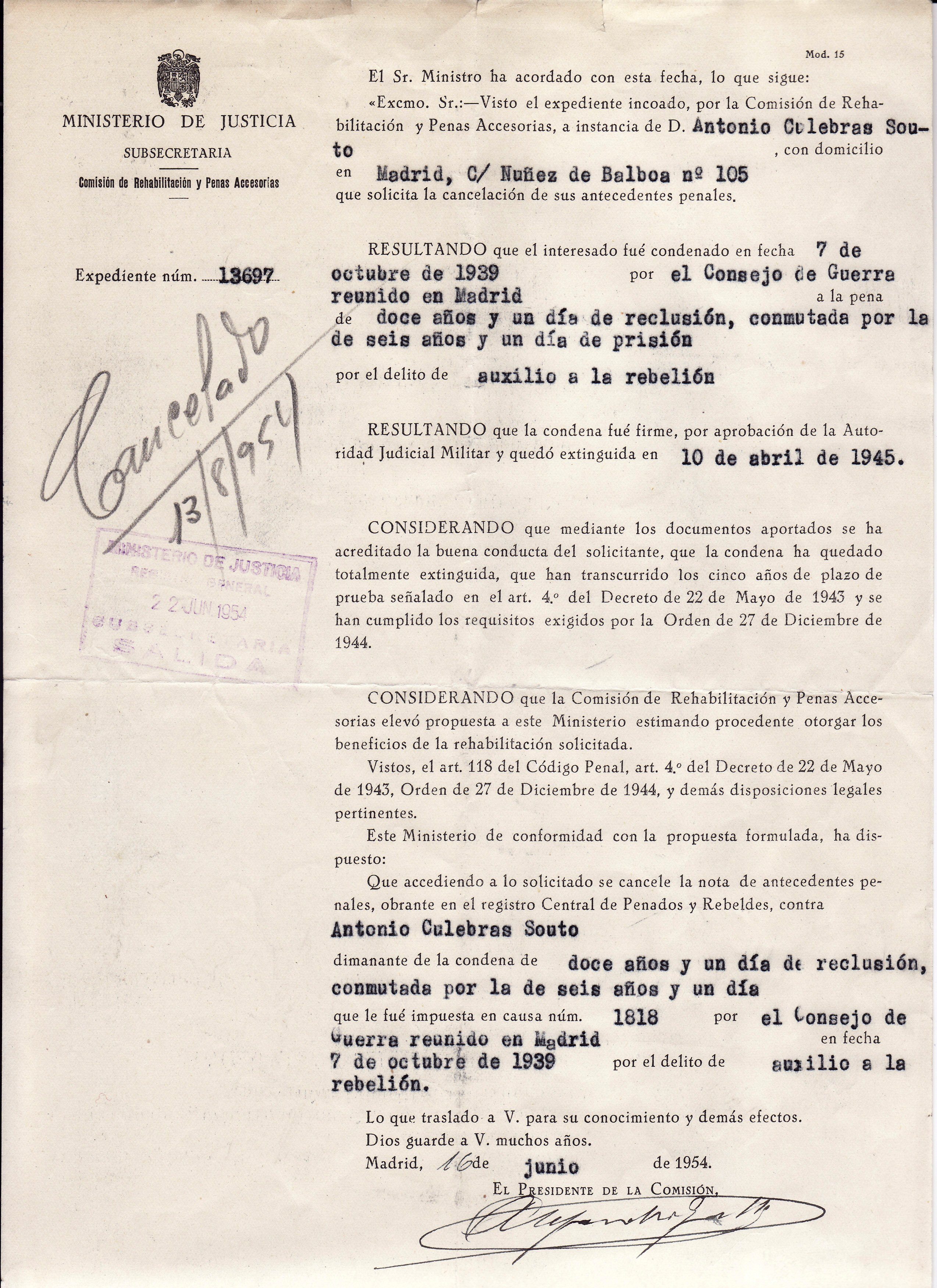
Figura 2

Al finalizar la Guerra fue condenado en fecha de 7 de octubre de 1939 por el Consejo de Guerra reunido en Madrid a la pena de doce años y un día de reclusión, conmutada por la de seis años y un día de prisión (recluido en la cárcel de Porlier, en Madrid, donde cumplió 2 años de condena), por el delito de auxilio a la rebelión. En consecuencia, fue apartado de la Universidad e inhabilitado para cargos públicos y de confianza.
En junio de 1954, dos meses antes de su muerte, obtuvo la cancelación de la nota de antecedentes penales obrante en el registro Central de Penados y Rebeldes (ver imagen).
Falleció a los 47 años en accidente de automóvil.

## Avances en el proceso de transfusión de sangre
A inicios del siglo XX se realizan estudios para evitar la coagulación de la sangre y poder manipularla mejor llegando incluso a almacenarla para efectuar transfusiones indirectas que permitieran evitar la necesidad de la presencia del donante. El método de conservación de sangre humana para su uso diferido en transfusiones, mediante la adición de citrato de sodio, fue desarrollado por el médico argentino Luis Agote en 1914. La utilización del citrato sódico a distintos niveles de dilución permitía conservar la sangre refrigerada de 4 a 6 grados centígrados. La recepción de donaciones sanguíneas y la posibilidad de su conservación permitieron su almacenamiento para las necesidades más perentorias, la distribución de remanentes a otros hospitales e incluso al frente de guerra cuando era necesario. Pero, frecuentemente se manifestaba un cambio de coloración en el plasma que tomaba un tono púrpura que indicaba que se producía hemólisis en la sangre, constituyendo un riesgo muy grave para el receptor transfundido. 
El profesor Müller realizó estudios relativos a la hemólisis en Madrid, a principios de 1937 conjuntamente con Culebras en el Instituto de transfusión de Madrid, tratando de provocar este proceso de deterioro de la sangre para determinar su causación, lo que les lleva a considerar como premisa fundamental el aislamiento de la sangre de las cámaras de aire. Esta circunstancia ya había sido detectada por el profesor Doepp en el Instituto de Transfusión de Leningrado.

### Aportaciones del Instituto hispano-canadiense de transfusión
A pesar del intenso trabajo asistencial e investigador que realizó este Instituto, sus resultados no son recogidos y citados por los profesionales de la época. Puede ser, que el corto periodo en el que se realizó, la falta de literatura científica que recopilase estos trabajos, unido a la fuerte personalidad del Dr. Bethune y los malentendidos con las autoridades del país hiciera que sus contemporáneos no apreciaran el excelente trabajo que habían realizado.
Además, el cine fue utilizado como importante elemento de propaganda durante la guerra civil española. Las Brigadas Internacionales, de donde surge y encuadra el Instituto hispano-canadiense, es tratado por los documentales filmados en el Reino Unido, los Estados Unidos y Francia, como una lucha solidaria contra el fascismo. Igualmente, esta ayuda es considerada como una lucha precursora contra el fascismo internacional por los documentales soviéticos, mientras que los alemanes tratan este apoyo internacional como representantes de la Internacional Comunista.
Un ejemplo de la repercusión que tuvieron las unidades móviles de transfusiones sanguíneas que crearon fue que sirvieron como modelo para la posterior creación de las M.A.S.H. (Móvile Army Surgical Hospital - Hospital Quirúrgico Móvil del Ejército).

### El aparato transfusor de sangre "Sarbel"

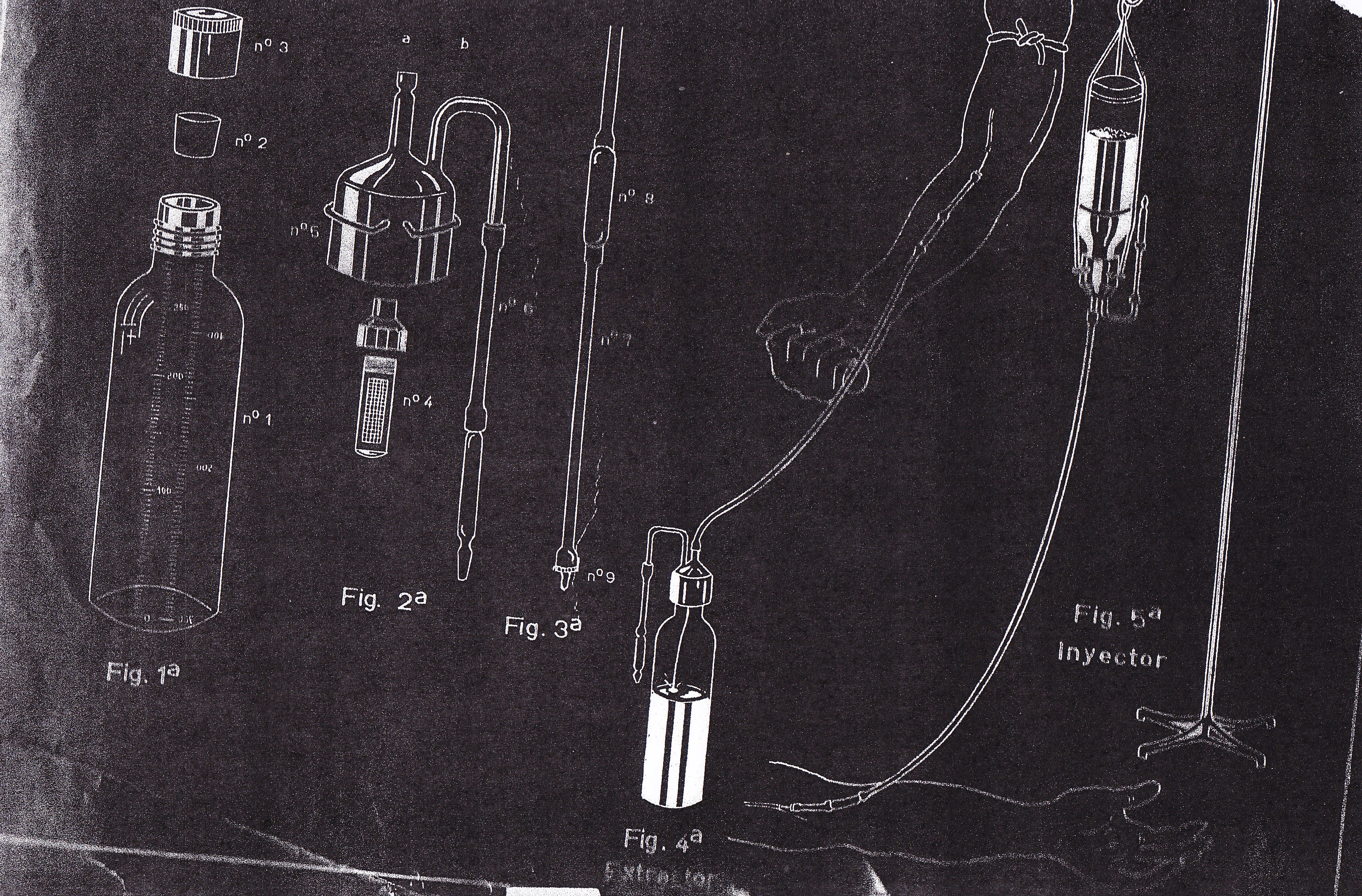
Figura 3

Aparte del estudio detallado de las normas de conservación de la sangre, Culebras desarrolla, a lo largo del periodo de la contienda, otra de las vertientes importantes del sistema transfusional: un aparato que regula el flujo de sangre inyectada de modo constante y continuado que evitaba la denostada hemólisis que inducían con frecuencia los sistemas alternativos de transfusión al impulsarse de modo manual, mediante una pera de goma, el aire que hace correr el flujo sanguíneo. El diseño de este aparato es consecuencia de la secuencia lógica de los hallazgos relativos a la conservación y transfusión de la sangre que tanto conocimiento empírico generó durante la guerra. Este aparato fue registrado y patentado por Culebras, con el nombre de Sarbel, en 1940 con el número 187858; ver figura 3 (esquema del aparato de transfusión extraído del documento de la patente).